# Nagroda Satelita dla najlepszego filmu komediowego lub musicalu
Laureaci Satelity w kategorii najlepszy film komediowy lub musical:

## Lata 90
1996: Evita

nominacje:
- Farma na odludziu
- Igraszki z losem
- Swingers
- Wszyscy mówią: kocham cię

1997: Lepiej być nie może

nominacje:
- Goło i wesoło
- Mój chłopak się żeni
- Przejrzeć Harry’ego
- Przodem do tyłu

1998: Zakochany Szekspir

nominacje:
- Martwy farciarz
- Masz wiadomość
- Miasteczko Pleasantville
- O mały głos

1999: Być jak John Malkovich

nominacje:
- Dick
- Idealny mąż
- Notting Hill
- Wielka heca Bowfingera
- Wybory

## 2000–2009
2000: Siostra Betty

nominacje:
- Bracie, gdzie jesteś?
- Cudowni chłopcy
- Hollywood atakuje
- Medal dla miss
- U progu sławy

2001: Moulin Rouge!

nominacje:
- Cal do szczęścia
- Dziennik Bridget Jones
- Genialny klan
- Gosford Park

2002: Moje wielkie greckie wesele

nominacje:
- Adaptacja
- Był sobie chłopiec
- Lewy sercowy
- Ucieczka od życia

2003: Między słowami

nominacje:
- Amerykański splendor
- Koncert dla Irwinga
- Piraci z Karaibów: Klątwa Czarnej Perły
- Podkręć jak Beckham
- Zły Mikołaj

2004: Bezdroża

nominacje:
- Kupiec wenecki
- Napoleon Wybuchowiec
- Podwodne życie ze Steve’em Zissou
- Ray
- Upiór w operze

2005: Spacer po linie

nominacje:
- Pod prąd
- Kung fu szał
- Rent
- Szczęśliwe zakończenia
- Troje do pary

2006: Dreamgirls

nominacje:
- Diabeł ubiera się u Prady
- Dziękujemy za palenie
- Mała miss
- Przypadek Harolda Cricka
- Venus

2007: Juno

nominacje:
- Lakier do włosów
- Margot jedzie na ślub
- Miłość Larsa
- Tylko strzelaj
- Wpadka

2008: Happy-Go-Lucky, czyli co nas uszczęśliwia

nominacje:
- Jaja w tropikach
- Najpierw strzelaj, potem zwiedzaj
- Nick i Norah
- Udław się
- Vicky Cristina Barcelona

2009: Dziewięć

nominacje:
- Poważny człowiek
- Intrygant
- Julie i Julia
- To skomplikowane
- W chmurach

## 2010–2019
2010: Scott Pilgrim kontra świat

nominacje:
- Cyrus
- Daj, proszę
- Made in Dagenham
- Policja zastępcza
- Red
- Wszystko w porządku